# Salim Kemal
Salim Kemal (* 1948 in Hyderabad; † 19. November 1999 in Schottland) war ein britischer Philosoph indischer Herkunft.

## Leben
Kemal erwarb seinen B.A. an der Middlesex University, den M.A. an der University of London. 1981 wurde er an der Universität Cambridge promoviert. Er war Elected Fellow 1979, Resident Fellow 1984 bis 1986 und Research Fellow am Wolfson College, Cambridge. Dazwischen, von 1981 bis 1984, war er an der Amerikanischen Universität in Beirut. Von 1986 bis 1995 war er Associate Professor, dann Professor an der Pennsylvania State University. Er war auch Research Fellow and Senior Research Associate am Oxford Centre for Islamic Studies, St Cross College. Zuletzt war er ab 1995 Chair of Philosophy und Head of the Department an der University of Dundee, Schottland. Kemal starb im Alter von 51 Jahren an den Folgen eines Herzinfarkts.
Kemal arbeitete zur Poetik und Ästhetik, von al-Fārābī, Avicenna und Averroes (unter Berücksichtigung der Rezeption der Poetik des Aristoteles) bis zu Kant und Nietzsche.

## Schriften (Auswahl)
- Kant and Fine Art: An Essay on Kant and the Philosophy of Fine Art and Culture. Oxford University Press, Oxford 1986.
- The Poetics of Alfarabi and Avicenna. Brill, Leiden 1991, (Auszüge online)
- The Philosophical poetics of Alfarabi, Avicenna and Averroës. The Aristotelian Reception. RoutledgeCurzon, London 2003.